# Assaf Naor
Assaf Naor (* 7. Mai 1975) ist ein tschechisch-israelischer Mathematiker.

## Leben
Naor studierte ab 1993 an der Hebräischen Universität in Jerusalem, wo er 1998 seinen Master-Abschluss machte und 2002 bei Joram Lindenstrauss promoviert wurde (Linear and non linear geometric problems in Banach space). Als Post-Doc war er bei Microsoft Research, wo er ab 2004 bis 2007 permanentes Mitglied der Theoriegruppe war. Gleichzeitig war er 2005 bis 2008 Affiliate Assistant Professor an der University of Washington. Seit 2006 war er Associate Professor für Mathematik am Courant Institute of Mathematical Sciences of New York University (seit 2008 auch an der Fakultät für Informatik). Seit 2009 hat er dort eine volle Professur.
Naor befasst sich mit Analysis, Wahrscheinlichkeitstheorie, konvexer Geometrie und deren Anwendungen in Informatik, mathematischer Physik und Kombinatorik. Beispielsweise gelang ihm mit Kollegen so die Entwicklung des besten bekannten polynomial-zeitlichen Näherungsalgorithmus für das (NP-schwere) Problem des sparsamsten Schnitts in Netzwerken (Sparsest Cut Problem) 2008 erhielt er den EMS-Preis, wobei in der Laudatio seine zu der Zeit führende Rolle in der nichtlinearen Funktionalanalysis gewürdigt wurde und außerdem fundamentale Beiträge zur Kombinatorik und Theorie der Algorithmen. Naor leistete wichtige Beiträge zum Ribe-Programm (nach Martin Ribe).
2008 erhielt er den Salem-Preis und 2011 den Bôcher Memorial Prize. Er war Invited Speaker auf dem ICM 2010 in Hyderabad ({\displaystyle L_{1}} embeddings of the Heisenberg group and fast estimation of graph isoperimetry). 2018 war er Plenarsprecher auf dem ICM in Rio (Metric dimension reduction: A snapshot of the Ribe program) und Träger des Nemmers-Preis für Mathematik. Er ist Fellow der American Mathematical Society. Für 2019 wurde ihm der Ostrowski-Preis zuerkannt.
Mit Keith M. Ball, Shiri Artstein und Franck Barthe löste er 2004 Shannons Problem der monotonen Entropiezunahme von Summen von Zufallsvariablen.
Neben der israelischen hat er die tschechische Staatsbürgerschaft.

## Schriften
- mit J.Lee: Extending Lipschitz functions via random metric partitions. Invent. Math. 160 (2005), no. 1, 59–95.
- mit Achlioptas: The two possible values of the chromatic number of a random graph. Ann. of Math. (2) 162 (2005), no. 3, 1335–1351.
- mit Bartal, Linial, Mendel: On metric Ramsey-type phenomena. Ann. of Math. (2) 162 (2005), no. 2, 643–709.
- mit Krauthgamer, J.Lee, Mendel: Measured descent: a new embedding method for finite metrics. Geom. Funct. Anal. 15 (2005), no. 4, 839–858.
- mit Alon, K.Makarychev, Y.Makarychev: Quadratic forms on graphs. Invent. Math. 163 (2006), no. 3, 499–522.
- mit Peres, Schramm und Sheffield: Markov chains in smooth Banach spaces and Gromov-hyperbolic metric spaces. Duke Math. J. 134 (2006), no. 1, 165–197.
- mit Arora, J.Lee: Euclidean distortion and the sparsest cut. J. Amer. Math. Soc. 21 (2008), no. 1, 1–21
- mit Mendel: Metric cotype. Ann. of Math. (2) 168 (2008), no. 1, 247–298.
- mit Cheeger, Kleiner: Compression bounds for Lipschitz maps from the Heisenberg group to L1. Acta Math. 207 (2011), no. 2, 291–373.
- mit J.Fox, Gromov, V.Lafforgue und Pach:  Overlap properties of geometric expanders. J. Reine Angew. Math. 671 (2012), 49–83.
- mit Mendel: Ultrametric subsets with large Hausdorff dimension. Invent. Math. 192 (2013), no. 1, 1–54.